# 周恩来演讲台
周恩来演讲台，位于中国广东省东莞市东莞市石龙中山公园，为东莞市的一个市、县级文物保护单位，类型为近现代重要史迹及代表性建筑，公布时间为1993年6月22日。
周恩来演讲台的历史年代为民国。